# Karl-Heinz Brandt (Sänger)
Karl-Heinz Brandt (* 1. Juni 1958 in Eschweiler) ist ein deutscher Opern- und Konzertsänger (Tenor).

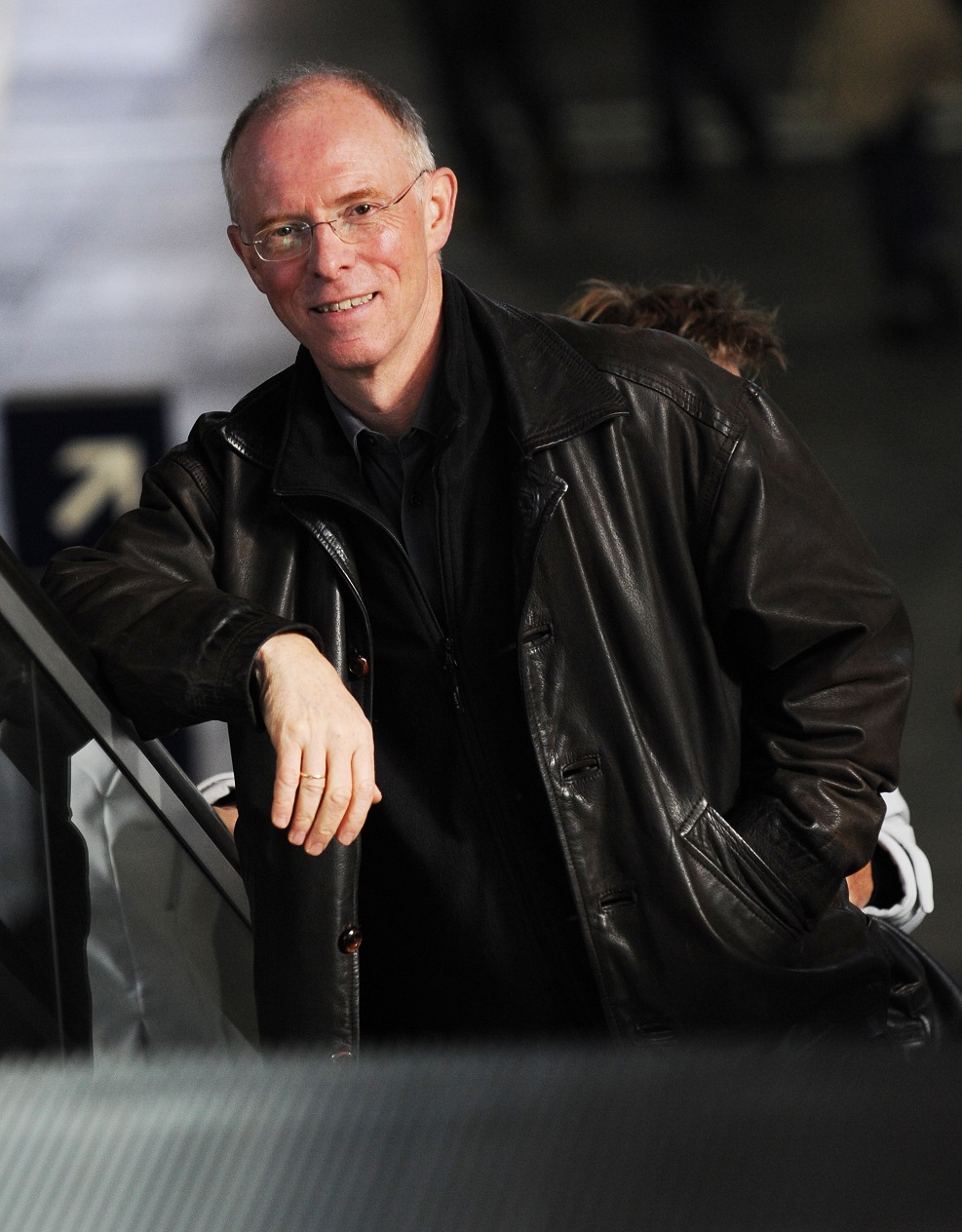
Karl-Heinz Brandt

## Biografie
Karl-Heinz Brandt war im Alter von 17 Jahren Student an der Hochschule für Musik Westfalen-Lippe, Institut Münster (heute: Musikhochschule Münster). Nach seiner Künstlerischen Reifeprüfung folgten Festengagements am Stadttheater Aachen, am Musiktheater im Revier (MiR) in Gelsenkirchen sowie seit 1998 am Theater Basel.
In dieser Zeit sang er nahezu alle Partien aus dem Spiel- und Charakterfach. In Aachen und Gelsenkirchen debütierte er mit Partien wie Monostatos (Die Zauberflöte), Pedrillo (Die Entführung aus dem Serail), Albert Herring (Albert Herring), der Steuermann (Der fliegende Holländer) und David (Die Meistersinger von Nürnberg). In Basel folgten u. a. Rollen im Charakterfach wie der Hauptmann (Wozzeck), der Gottesnarr (Boris Godunow), Tichon (Katja Kabanowa), Trouffaldino (Die Liebe zu den drei Orangen) und der Schreiber (Chowanschtschina). Darüber hinaus gab es speziell in Basel „Ausflüge“ ins Musical (King Herod in Jesus Christ Superstar) bzw. ins Schauspiel (Bluthochzeit von Garcia Lorca) sowie verschiedene spartenübergreifende Produktionen unter der Regie von Christoph Marthaler (La Grande-Duchesse de Gérolstein, mehrfach bei 3sat ausgestrahlt, sowie Meine faire Dame).
Gastengagements führten ihn u. a. an das Staatstheater von Karlsruhe, Staatstheater Wiesbaden, Staatstheater Nürnberg und Staatstheater Hannover sowie an die Semperoper, die Komische Oper Berlin, Theater an der Wien und an die Opéra de la Bastille Paris. Dabei entstand eine Zusammenarbeit mit Dirigenten wie Michael Hofstetter, Marek Janowski, Armin Jordan, Antonio Pappano, Ingo Metzmacher, Cornelius Meister, Gabriel Feltz, Andrea Marcon, Johannes Kalitzke, Hans Zender, Hervé Niquet, Konrad Junghänel, Christoph und Andreas Spering sowie Frieder Bernius.
Er arbeitete u. a. mit den Regisseuren Herbert Wernicke, Claus Guth, Jan Bosse, Christof Nel, Peter Konwitschny, Philipp Stölzl, Frank Castorf, Simon Stone und Calixto Bieito. Mit Christoph Marthalers Produktion Meine faire Dame gastierte er im Théatre National de L’Odéon wie auch bei den Festivals in Avignon und Edinburgh.
Als Konzert- und Oratoriensänger, bevorzugt in der Rolle des Evangelisten der Bach’schen Passionen, konzertierte er u. a. in der Alten Oper Frankfurt, den Tonhallen Zürich und Düsseldorf, in den Philharmonien von Köln und Berlin, mit dem Kammerchor und dem Barockorchester Stuttgart in Brüssel und Barcelona sowie in Bamberg mit den Bamberger Symphonikern.